# Akitakata
Akitakata (jap. 安芸高田市 Akitakata-shi) – miasto w Japonii w prefekturze Hiroszima. Leży na wyspie Honsiu w regionie Chūgoku.

## Położenie
Miasto leży w północnej części prefektury graniczy z miastami:
- Hiroszima
- Higashihiroshima
- Miyoshi

## Historia
Miasto powstało 1 marca 2004 roku z połączenia miasteczek Kōda, Midori, Mukaihara, Takamiya, Yachiyo i Yoshida.

## Miasta partnerskie
- Nowa Zelandia: Selwyn-Distrikt